# Swainsona dictyocarpa
Swainsona dictyocarpa är en ärtväxtart som beskrevs av John McConnell Black. Swainsona dictyocarpa ingår i släktet Swainsona och familjen ärtväxter. Inga underarter finns listade i Catalogue of Life.